# Province de Malaita
La province de Malaita est l’une des plus grandes provinces des Salomon. Elle est constituée principalement par l’île de Malaita. Sa population en 2011 est estimée à 163 425 habitants. Sa capitale est Auki sur Malaita.